# Tadeusz Wilczyński

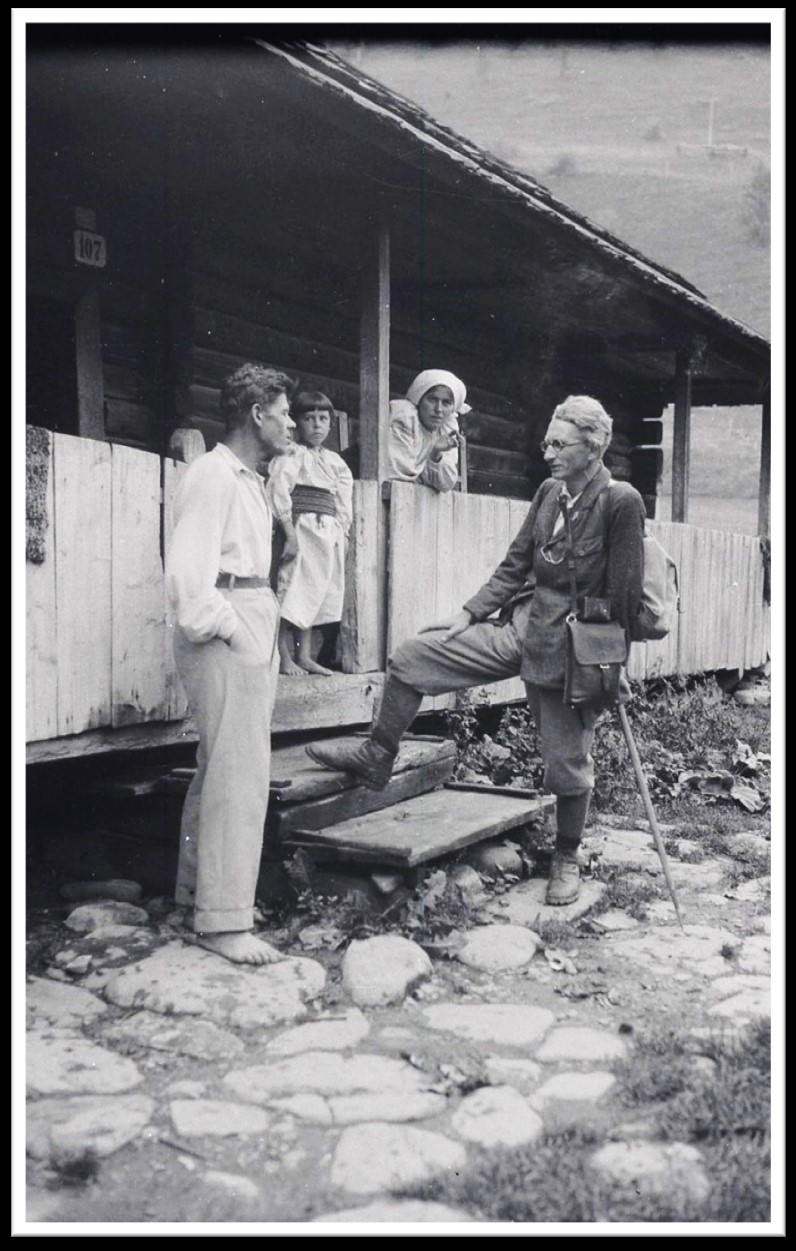

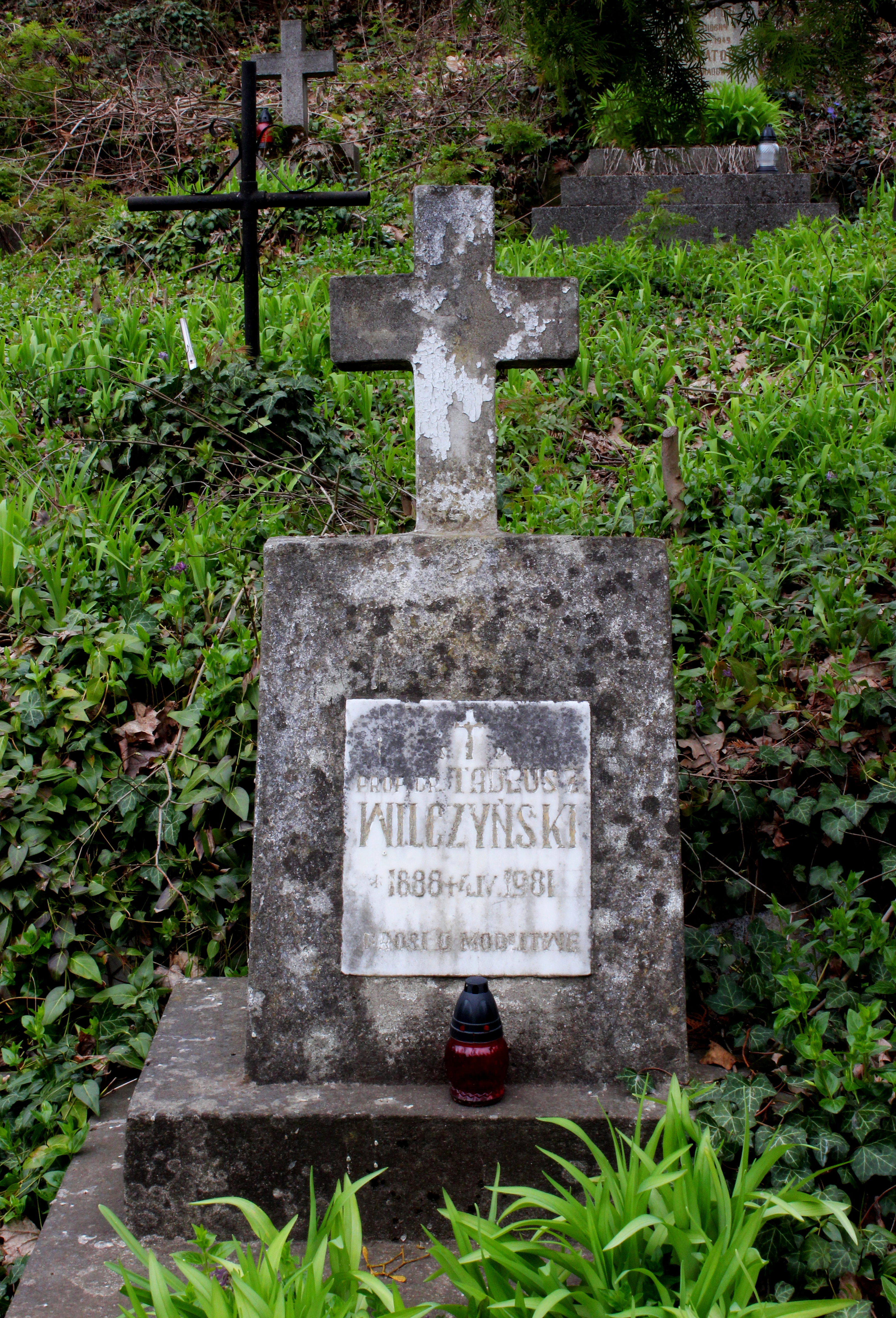

Tadeusz Wojciech Wilczyński (ur. 27 października 1888 w Chotowej, zm. 4 kwietnia 1981 we Lwowie) – polski botanik, profesor, znawca flory Karpat Wschodnich. 

## Życiorys
Ukończył gimnazjum w Bochni, następnie studiował filozofię na Uniwersytecie Lwowskim (1908-1912), w Krajowej Szkole Ogrodniczej w Wólce Kapitańskiej pod Lwowem (1908-1909) i w Akademii Rolniczej w Dublanach (1912-1913). W latach 1912–1920 był asystentem w Stacji Chemiczno-Rolniczej Akademii Rolniczej w Dublanach, w latach 1920-1922 asystentem Zakładu i Ogrodu Botanicznego przy Uniwersytecie Jana Kazimierza we Lwowie, a w latach 1922-1929 asystentem (później adiunktem) Państwowej Stacji Botaniczno-Rolniczej we Lwowie.  W 1926 uzyskał stopień doktora. W późniejszych latach prowadził wykłady i ćwiczenia zarówno na Wydziale Chemicznym Politechniki Lwowskiej (z botaniki w l. 1923-1927) jak i na Wydziale Lekarskim Uniwersytetu Lwowskiego (z botaniki i farmakognozji w l. 1932-1939). Na Wydziale Lekarskim Uniwersytetu Lwowskiego objął kierownictwo Zakładu Botaniki Farmaceutycznej i Ogrodu Doświadczalnego Roślin Lekarskich. Pracował także jako kustosz w dziale botanicznym Muzeum Przyrodniczego im. Dzieduszyckich we Lwowie.
Po zakończeniu I wojny światowej czynnie uczestniczył przy odbudowywaniu zniszczonej Stacji Botaniczno-Rolniczej na Pożyżewskiej w Czarnohorze, będącej Połoninowym oddziałem Stacji Botaniczno-Rolniczej we Lwowie. Wznowiła ona swoją działalność dopiero w 1923 roku. W 1929 założył we Lwowie, przy ul. Piekarskiej – na działce o powierzchni 5,5 hektara – Ogród Roślin Leczniczych, stanowiący zaplecze do badań dla Katedry Farmacji Uniwersytetu Lwowskiego.
Badał roślinność Karpat Wschodnich i Podola. Odkrył na tych terenach kilka nowych gatunków o dużym znaczeniu dla nauki. 
Członek lwowskiego oddziału Polskiego Towarzystwa Botanicznego i Polskiej Akademii Umiejętności. Autor m.in. Zapisków florystycznych z Karpat Pokuckich, publikował m.in. w czasopiśmie Krajobrazy roślinne Polski (wydawnictwo Kasy Imienia Mianowskiego). 
Po 1945 i wysiedleniu Polaków ze Lwowa udało mu się pozostać w mieście. Decyzją Ministerstwa Szkolnictwa Wyższego ZSRR, z 25 grudnia 1948 uzyskuje stopień doktora nauk, który odpowiadał habilitacji. Odbyło się to na podstawie dorobku ocenionego przez komisję atestacyjną. Na podstawie innej decyzji z tego samego dnia, został mianowany profesorem nauk biologicznych i kierownikiem katedry farmakognozji. W latach 1946–1950 pełnił funkcję dziekana Wydziału Farmacji Lwowskiego Instytutu Medycznego. W 1963 r. Wilczyński przyjechał do Krakowa i odwiedził rodzinę w Bochni. Była to już jego ostatnia wizyta w Polsce. W 1964 przeszedł na emeryturę.
Był ostatnim żyjącym uczniem pioniera ochrony przyrody w Polsce prof. Mariana Raciborskiego. Swoje zbiory zgromadzone podczas pracy zawodowej przekazał do Instytutu Biologii PAN w Krakowie na potrzeby nauki polskiej.
Nie założył rodziny. Zmarł w samotności we Lwowie i został pochowany na nekropolii Łyczakowskiej.